# Quartinia tuareg
Quartinia tuareg är en stekelart som beskrevs av Giordani Soika 1954. Quartinia tuareg ingår i släktet Quartinia och familjen Masaridae. Inga underarter finns listade i Catalogue of Life.